# Вальмадрід
Вальмадрід (ісп. Valmadrid) — муніципалітет в Іспанії, у складі автономної спільноти Арагон, у провінції Сарагоса. Населення — 109 осіб (2010).
Муніципалітет розташований на відстані близько 260 км на північний схід від Мадрида, 24 км на південь від Сарагоси.

## Демографія
Динаміка населення (INE ):